# Croquette
Pour l’article ayant un titre homophone, voir Crockett.
Pour l’article homonyme, voir Croquette (homonymie).

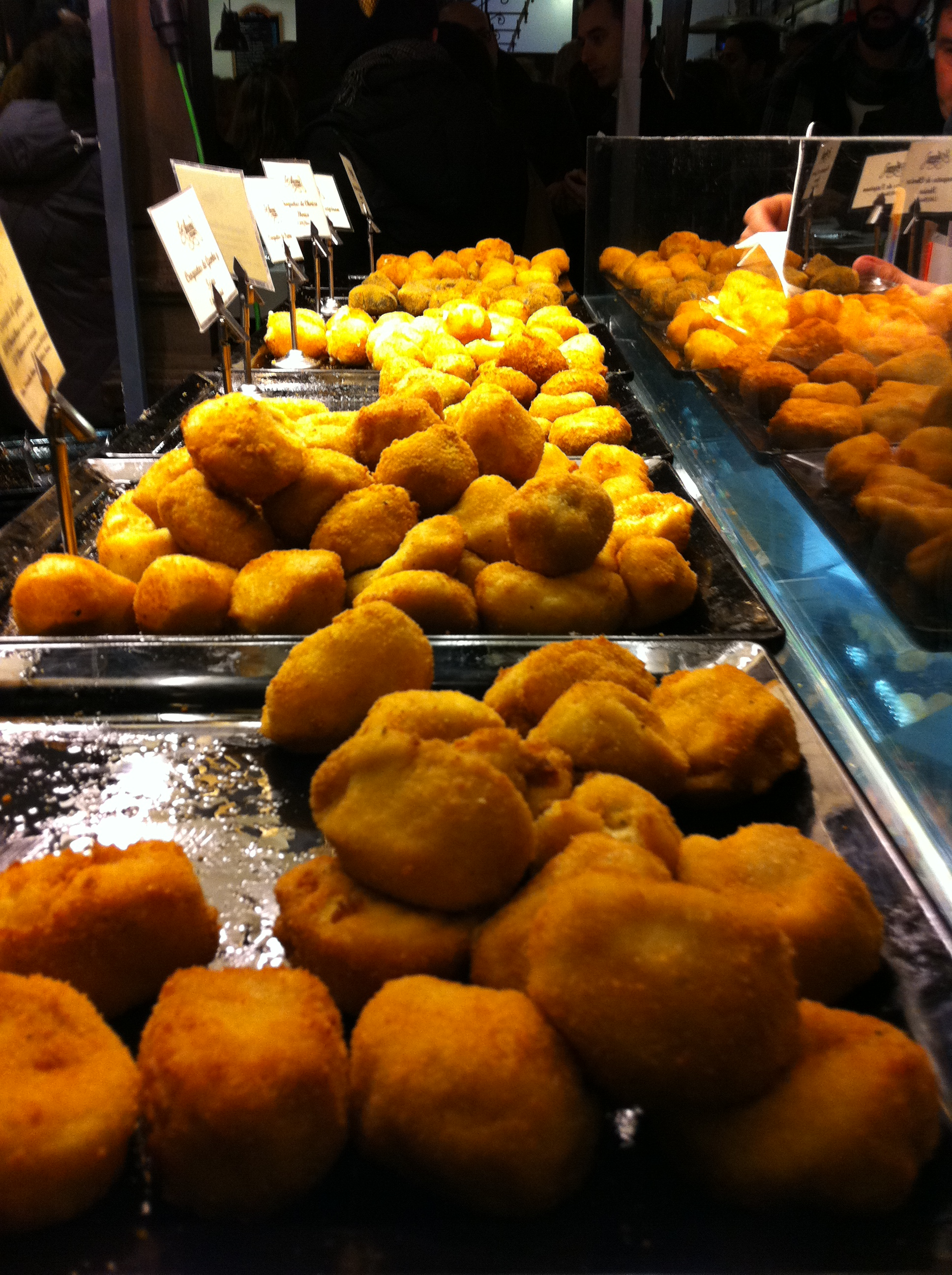
Buffet de croquetas madrilènes.

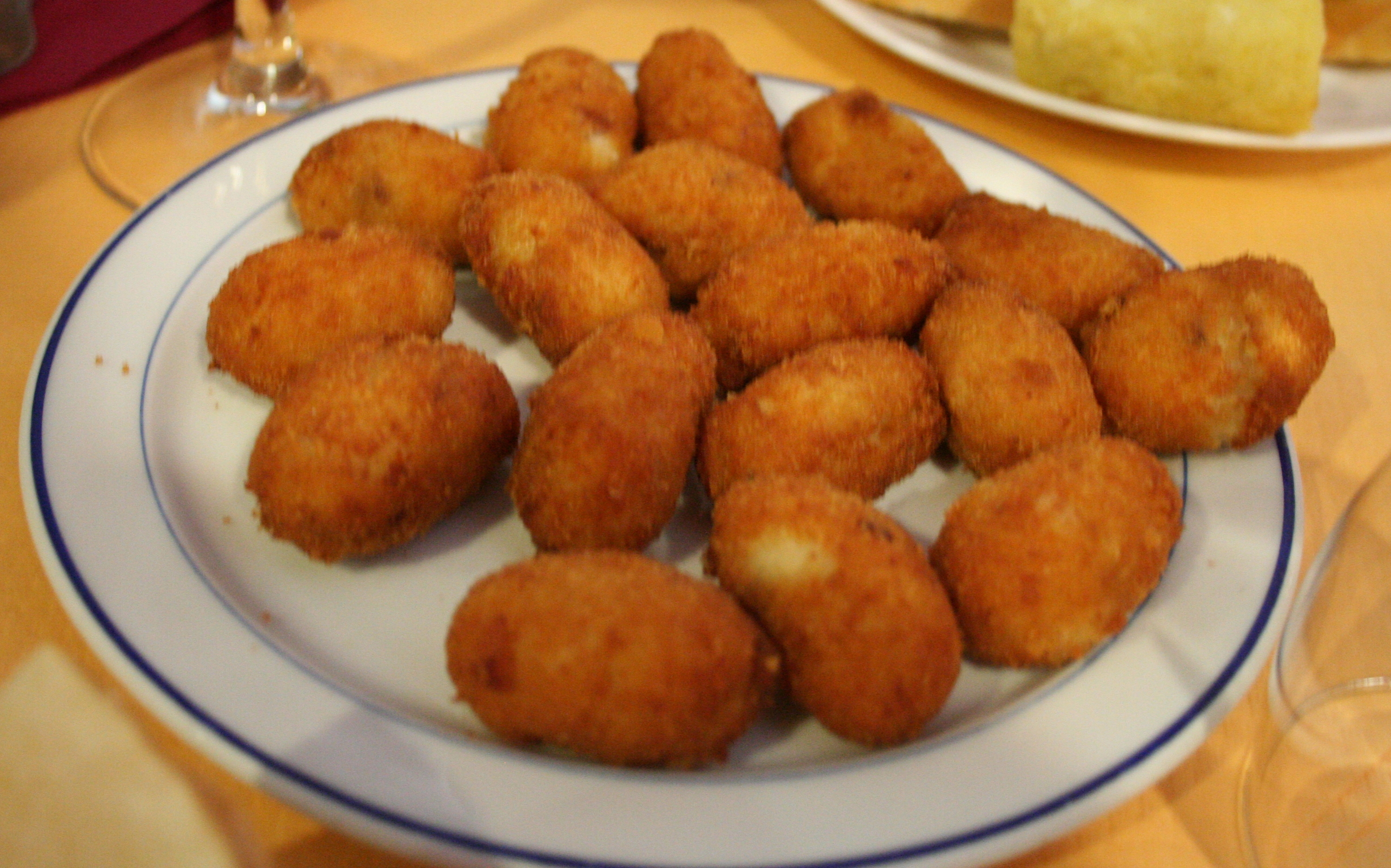
Croquettes maison.

La croquette est un mets d'origine française répandu dans de nombreux pays d'Europe et du monde, où elle peut être consommée comme entrée, plat d’accompagnement, grignotine ou plat principal. Il a été dit que l'on trouvait les premières recettes au XVIIe siècle dans Le cuisinier royal de François Massialot, mais ce n'est pas exact : on trouve plutôt des "croquets". 
D'autres recettes ont ensuite été proposées par Urbain Dubois puis Auguste Escoffier. On dit que la croquette a été introduite au Japon depuis la France et y a prospéré.

## Préparation
La base des croquettes se fait principalement avec de la sauce béchamel, à laquelle on ajoute d’autres ingrédients en grande quantité, comme des morceaux de jambon ou de poulet, du poisson (souvent de la morue ou du thon) ou du fromage, et quelquefois des légumes cuits écrasés à la fourchette. Il est possible de faire de nombreuses sortes de croquettes avec n’importe quel ingrédient ou mélange d’ingrédients : épinards avec raisins secs et pignons de pin, jambon et fromage, calamars, crevettes, etc.
Premièrement, il faut cuisiner le ou les ingrédients principaux de la croquette, par exemple, croquette au jambon et fromage. Ensuite, on mélange le jambon découpé en morceaux avec une sauce béchamel épaisse qu’on laisse refroidir. On prend l’équivalent d’une cuillère à soupe de la préparation à laquelle on donne une forme ovale, en la roulant entre les deux mains ou à l’aide de deux cuillères.
On peut la paner avec de la farine de froment ou de maïs. La croquette est ensuite trempée dans du jaune d’œuf puis recouverte de chapelure. Ensuite, la croquette est frite dans une poêle contenant de l’huile en grande quantité jusqu’à ce qu’elle soit dorée. À la fin, la croquette est posée sur du papier absorbant afin d’éliminer l’excédent d’huile.
L’huile doit être abondante (les croquettes doivent « nager » dans l’huile) et être très chaude pour que se forme une fine couche imperméable à l’extérieur afin que l’huile ne pénètre pas à l’intérieur et que l’extérieur de la croquette soit croustillant.
Les croquettes peuvent être congelées sans problème, avant ou après la friture.

## Santé
Selon leur taille, forme, contenu et mode de préparation (immergées dans un bain d'huile ou de graisse animale, passées à la poêle ou au four), les croquettes peuvent être plus ou moins grasses et contenir plus ou moins d'acrylamide (cancérogène, mutagène et reprotoxique (CMR), généralement d'autant plus que le produit final est foncé, mais avec des variations de teneurs très liées aux conditions de friture). Les règles d'hygiène doivent être respectées lors de leur préparation. Les croquettes de pomme de terre pure contiennent peu d'acrylamide car la poudre de pomme de terre utilisée est faible en sucres réducteurs et en asparagine mais l'ajout de lait en poudre dégraissé accroît le risque acrylamide à 120 °C de 200-700 μg/kg (lactose), tandis que l'ajout d'œuf n'a pas d'influence. L'enrobage par un mélange œuf-chapelure permet un brunissement plus prononcé tout en réduisant la formation d'acrylamide. Des croquettes faites à partir de pommes de terre fraîches et enrobées de chapelure améliorent la qualité du finale des croquettes « tout en diminuant fortement la teneur en acrylamide ».

## Différents types
Il existe différents types de croquettes, dépendant de leur contenu, souvent des morceaux de jambon, poisson, etc. Elles sont consommées dans une grande partie du monde et presque chaque gastronomie en a une variante :
- dans la cuisine espagnole, elles s'appellent croquetas ;
- dans la cuisine sicilienne et la cuisine napolitaine, elles s'appellent crocchè ;

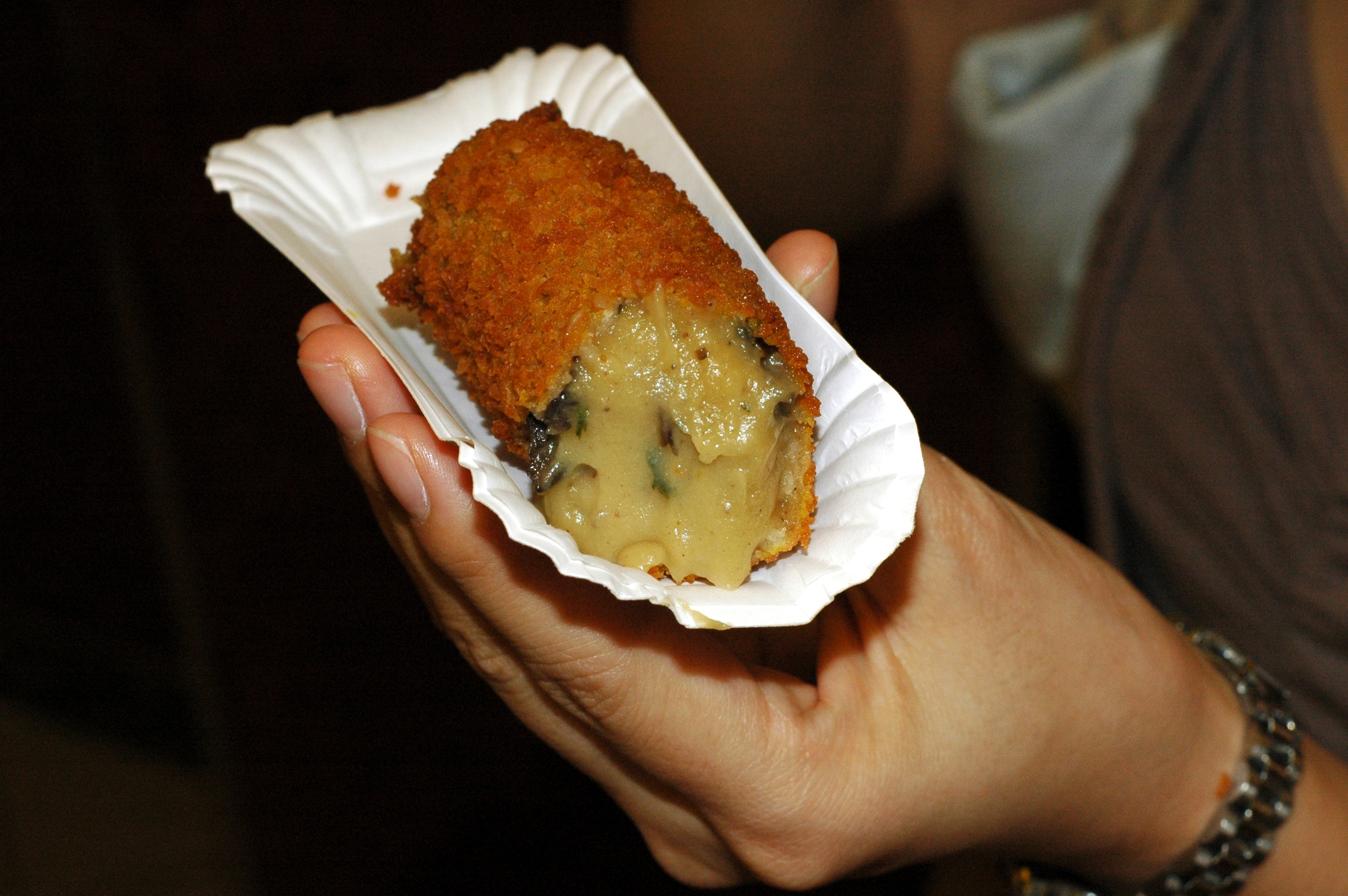
Croquette de la chaîne néerlandaise Febo (en néerlandais : kroket).

- dans la cuisine néerlandaise, ce sont les kroketten, on en trouve même dans des distributeurs automatiques dans tous les grands centres urbains, gares et centres commerciaux ;
- dans la cuisine japonaise, ce sont les korokke (コロッケ?, transcription phonétique de la prononciation néerlandaise de croquette (kroket)) ;
- dans la cuisine allemande et la cuisine belge, les plus populaires sont celles de pomme de terre ;
- dans la cuisine chinoise, on trouve des croquettes sucrées à base de potiron appelée 南瓜饼, nánguā bǐng.

Il est également possible de faire des croquettes sans béchamel en utilisant dans ce cas d’autres pâtes faites à partir de pommes de terre, de patate douce ou de riz.

## Alimentation animale
Parmi les aliments industriels, la croquette avec des variantes (en pellets, « granule ») est une forme de présentation très courante d'aliments préparés pour l'alimentation du bétail et des volailles, des animaux de laboratoire et des animaux de compagnie (chats et chiens notamment).
Selon le Collège américain de nutrition vétérinaire, les aliments industriels sont moins coûteux, plus équilibrés et plus sûrs que les rations ménagères qui prennent également davantage de temps à préparer.
Une étude de 2015 a attiré l'attention sur le contenu en métaux, résidus de pesticides et traces d'OGM de ces croquettes industrielles. Ces traces peuvent être source de biais dans l'interprétation de résultats d'expériences scientifiques conduites sur des animaux d'élevage ou des animaux de laboratoire (les populations témoins n'étant alors plus nourries avec des aliments parfaitement dépourvus de contaminants dont les effets sont testés ou pouvant interagir de manière inattendue avec les protocoles d'études). Toutefois, les croquettes à base de céréales ne sont pas dangereuses en petites quantités pour nos animaux.